# 쿠엥카도
쿠엥카도(스페인어: Cuenca)는 스페인 중부에 위치한 카스티야라만차 지방의 주로, 주도는 쿠엥카이다. 쿠엥카 주는 발렌시아 주, 알바세테 주, 시우다드레알 주, 톨레도 주, 마드리드 지방, 과달라하라 주, 테루엘 주와 경계를 맞대고 있으며 인구는 211,375명(2007년 기준), 면적은 17,141km2이다.
쿠엥카 주는 238개의 자치시로 구성되어 있으며 쿠엥카 주 인구의 약 1/4은 주도 쿠엥카에 거주한다.